# عبد لاثني عشر عاما (فلم)
عبد لاثني عشر عاماً (بالإنجليزية: 12 Years a Slave) ويعرف أيضًا باسم 12 عاماً من العبودية، هو فيلم دراما تاريخي بريطاني-أمريكي 2013، مبني على السيرة الذاتية «عبد لاثني عشر عاما» لسولمون نورثوب، وهو شخص أسود حر اُخْتُطِفَ في واشنطن العاصمة في سنة 1841 وبيع إلى العبودية. سليمان عمل كعبد لمدة 12 سنة في إحدى المزارع في ولاية لويزيانا قبل أن يطلق سراحه. الفيلم من إخراج ستيف ماكوين وسيناريو جون ريدلي. شيواتال إيجيوفور يجسد دور سليمان. الفيلم أيضاً من بطولة مايكل فاسبندر وبينيديكت كامبرباتش وبول دانو وبول جياماتي وسارة بولسون وبراد بيت. صدر الفيلم في 18 أكتوبر في الولايات المتحدة. تلقى الفيلم إشادة هائلة من النقاد وحصل على جائزة الغولدن غلوب لأفضل فيلم دراما، وتلقى 9 ترشيحات لجائزة الأوسكار من ضمنها أفضل فيلم و‌أفضل مخرج لماكوين و‌أفضل ممثل لإيجيوفور و‌أفضل ممثل مساعد لفاسبندر و‌أفضل ممثلة مساعدة لنيونج.

## القصة
في 1841، "سلومون نورثوب" (شيواتال إيجيوفور) هو رجل أسود حر يعمل كنجار وعازف كمان، يعيش مع زوجته وابنتيه في ساراتوغا سبرينغس، نيويورك. في يوم من الأيام يعرض عليه رجلان أن يعمل كموسيقي لمدة أسبوعين، لكنهما يخدرانه ويستيقظ "سلومون وهو مقيد بالسلاسل وعلى وشك البيع كعبد.
يُشْحَن "سلومون إلى نيو أورلينز ويعطى له اسم "بلات"، وهو اسم أحد العبيد الهاربين من جورجيا. بعد أن يتلقى ضرباً مبرحاً، يُبَاع بواسطة تاجر عبيد "ثيوفيلوس فريمان" (بول جياماتي) إلى صاحب مزرعة يدعى "وليام فورد" (بنديكت كومبرباتش). يتمكن "سلومون من تكوين علاقة جيدة مع «فورد». النجار العنصري "جون تبيتس" (بول دانو) يستاء من "سلومون ويبدأ بمضايقته.
التوتر بين الاثنان يتصاعد؛ يقوم «تبيتس» بمهاجمة «سليمان»، لكن «سلومون» يدافع عن نفسه ويضربه. انتقاما لذلك، يحاول «تبيتس» وصديقاه شنق «سليمان»، الذي يبقى معلقاً على حبل المشنقة لعدة ساعات قبل أن ينقذه «فورد». يشرح «فورد» ل«سلومون» أنه من أجل أن ينقذ حياته يجب أن يبيعه إلى «إدوين إيبس» (مايكل فاسبندر). يحاول «سلومون» المنطق مع «فورد» ويشرح له أنه رجل حر لكن الأخير لا ينصت ويقوم ببيعه.
«إدوين إيبس» يؤمن بأن الحق في إساءة معاملة عبيده مقررة في الإنجيل، ويشجع عبيده على قبول مصيرهم المحتوم عن طريق القراءة لهم في كثير من الأحيان آيات الكتاب المقدس المؤيدة للعبودية، الحقيقية والمزورة. يطلب «إيبس» أيضاً من كل عبد أن يجمع على الأقل 90 كيلوغرام من القطن في كل يوم، وإلا تعرض للجلد. عبدة شابة تدعى «باتسي» تجمع كل يوم أكثر من 226 كيلوغرام من القطن ويمدحها إيبس وتقع في شهوته. زوجته، «ماري» (سارة بولسون) تغار من الاهتمام الذي يبديه زوجها تجاه «باتسي» وتقوم بضربها بعنف في كل فرصة، بعد أن أقرّ «إيبس» على الملأ أنه سيختار «باتسي» فوق زوجته إذا اضطر لذلك. يقوم «إيبس» بأغتصاب «باتسي» مرات عديدة، والتي تطلب مساعدة «سلومون» في الانتحار، لكنه يرفض.
يقرر «إيبس» أن العبيد الجدد سببوا تفشي دودة القطن، وهو بلاء من الرب. فيقوم بتأجيرهم إلى صالح مزرعة سكر للموسم. بينما هو هناك، يكسب «سلومون» ود مالك المزرعة، الذي يسمح له بالعزف على الكمان في احتفالية ذكرى زفاف، حتى أنه يسمح له بالحتفاظ بما كسبه.
عندما يعود «سلومون» إلى «إيبس»، يحاول استخدام المال الذي كسبه ليدفع لعامل أبيض ومشرف سابق (غاريت ديلاهونت) ليبعث لأصدقاء «سلومون» في نيويورك رسالة منه. يوافق العامل على تسليم الرسالة ويأخذ المال، لكنه يخون «سلومون» ويشي به إلى «إيبس». يقنع «سلومون» «إيبس» بشق الانفس أن القصة كذب، ويقوم بحرق الرسالة، أمله الوحيد في الحرية.
في يوم من الأيام، يشتاط «إيبس» غضباً عندما يعلم أن «باتسي» مفقودة من مزرعته. عندما تعود إلى المزرعة، تخبره أنها ذهبت لجلب صابونه لأن زوجته ترفض اعطائها واحدة لتنظف نفسها. يأمر «إيبس» رجاله بتعرية «باتسي» وربطها إلى عامود، ثم يطلب من «سلومون» أن يجدلها. «سلومون» يطيع أمر «إيبس» بتردد، لكن «إيبس» يأخذ السوط منه لاحقاً وينهال بالجلد بوحشية على «باتسي».
بينما تتعافى «باتسي»، يبدأ «سلومون» العمل على بناء شرفة مع نجار كندي يدعى «باس» (براد بيت). يكسب «باس» استياء «إيبس» بسبب موقفه من العبودية، لكن هذا يقنع «سليمان» بأن يبوح بسر اختطافه إلى «باس». مرة أخرى، يطلب «سليمان» المساعدة في توصيل رسالة إلى ساراتوغا سبرينغس. يوافق «باس» على ذلك مخاطر بحياته.
في يوم ما، يصل شريف المقاطعة إلى المزرعة برفقة رجل ويقوم بسؤال «سلومون» عدة أسئلة للتأكد من صحة قصته. يتعرف «سلومون» على الرجل برفقة الشريف على أنه صديقه صاحب محل الأحذية من ساراتوغا سبرينغس. الرجل جاء لتحريره، ويتعانق الاثنان بحرارة. على الرغم من مقاومة «إيبس»، يغادر «سلومون» المزرعة فوراً برفقة الشريف وصديقه.
بعد أن استبعد ل12 سنة، يصبح «سلومون» رجلا حرا ويعود إلى عائلته.

## طاقم التمثيل
- شيواتال إيجيوفور بدور «سولمون نورثوب»
- مايكل فاسبندر بدور «إدوين إيبس»
- لوبيتا نيونقو بدور «باتسي»
- سارة بولسون بدور «ماري إيبس»
- بنديكت كومبرباتش بدور «وليام فورد»
- بول دانو بدور «جون تبيتس»
- بول جياماتي بدور «ثيوفيلوس فريمان»
- براد بيت بدور «صامويل بَيس»
- الفري وودارد بدور «هارييت شو»

## الاستقبال النقدي
عند عرضه في مهرجان تيلورايد السينمائي 2013، تلقى الفيلم إشادة عالمية من النقاد والجمهور على حد سواء، الذين مدحوا أداء الممثلين (خصوصاً إيجيوفور وفاسبندر) والحس الإخراجي لماكوين. والسيناريو والإخلاص الشديد في اقتباس السيرة الذاتية. حالياً الفيلم حاصل على 97% مراجعات إيجابية على موقع الطماطم الفاسدة، بناءً على 236 مراجعة، و100/97 على ميتاكريتيك.

## وصلات خارجية
- 12 سنة من العبودية على موقع IMDb (الإنجليزية)
- 12 سنة من العبودية على موقع ميتاكريتيك (الإنجليزية)
- 12 سنة من العبودية على موقع الموسوعة البريطانية (الإنجليزية)
- 12 سنة من العبودية على موقع روتن توميتوز (الإنجليزية)
- 12 سنة من العبودية على موقع نتفليكس (الإنجليزية)
- 12 سنة من العبودية على موقع قاعدة بيانات الأفلام العربية
- 12 سنة من العبودية على موقع ألو سيني (الفرنسية)
- 12 سنة من العبودية على موقع Turner Classic Movies (الإنجليزية)
- 12 سنة من العبودية على موقع أول موفي (الإنجليزية)
- 12 سنة من العبودية على موقع بوكس أوفيس موجو (الإنجليزية)
- الموقع الرسمي
- 12 سنة عبد في قاعدة بيانات الأفلام العربية